# Henri Poncet (homme politique)
Pour les articles homonymes, voir Poncet.
Henri Poncet est un homme politique français né le 1er novembre 1863 à La Motte-Saint-Jean (Saône-et-Loire) et mort le 7 septembre 1925 à La Motte-Saint-Jean.

## Biographie
Agriculteur, il est maire de La Motte-Saint-Jean en 1896, conseiller général du canton de Digoin en 1901 et député de Saône-et-Loire de 1914 à 1924, inscrit au groupe radical. Il triomphe en 1914 du député socialiste sortant, Pierre Merle. Réélu en 1919 sur la liste du Bloc national qui enlève tous les sièges dans le département de Saône-et-Loire, il est battu lors des élections de 1924, il meurt l'année suivante.